# Paul Mescal
Paul Colm Michael Mescal (Maynooth, Kildare, 2 de febrero de 1996) es un actor irlandés. Inició su carrera en 2013 como actor de teatro apareciendo en numerosas obras en Dublín. Posteriormente, ganó reconocimiento en la televisión al protagonizar la miniserie Normal People con el personaje de Connell Waldron, actuación que le valió un BAFTA TV y una nominación a los premios Emmy. Tras ello, incursionó en el cine y protagonizó la aclamada película Aftersun (2022), con la que recibió una nominación como mejor actor en los Premios Óscar, así como en los Premios de la Crítica Cinematográfica, los BAFTA y los Globos de Oro. A ello le siguió otro protagónico en All of Us Strangers (2023), que le dio su tercera nominación a los BAFTA. 
Mescal protagoniza la película Gladiator 2, estrenada en 2024. Ha sido citado por medios como las revistas Time y Variety como uno de los actores a tener en cuenta, debido a su constancia en protagonizar películas aclamadas por la crítica. Fuera de su carrera como actor, ha apoyado a varias causas benéficas en favor de la salud mental y la prevención del suicidio.

## Biografía

### 1996-2015: primeros años y educación
Paul Colm Michael Mescal nació el 2 de febrero de 1996 en Maynooth, un pueblo del Condado de Kildare (Irlanda), hijo de Paul, un profesor de secundaria, y Dearbhla, una policía. Es el mayor de tres; tiene un hermano y una hermana menor. Asistió a la Maynooth Post Primary School y durante su infancia, soñó con ser un jugador de fútbol gaélico profesional y perteneció a varios clubes. Sus compañeros lo describían como un gran jugador, principalmente por su agilidad, y destacó como defensor. Sin embargo, abandonó los deportes tras haber sufrido una lesión en la mandíbula durante un partido. Luego de culminar la secundaria, estudió actuación en el Trinity College de la Universidad de Dublín, inspirado por su padre, quien siempre quiso ser un actor profesional, pero nunca tuvo la oportunidad.

### 2016-2020: inicios como actor yNormal People
Mescal hizo su debut en el teatro en 2016 cuando interpretó al personaje principal en El fantasma de la ópera. Dicha participación le sirvió como método de audición para la escuela de drama del Trinity College, en donde fue admitido y se graduó en 2017. Como proyecto de graduación, protagonizó un cortometraje titulado Happyish y consiguió varios agentes para su carrera como actor. Después de ello, se le ofreció un papel en dos obras, Las cenizas de Ángela y El gran Gatsby, y finalmente se decidió por la segunda, debido a su fascinación por el personaje de Jay Gatsby. Varios críticos elogiaron su trabajo en la obra por su capacidad de improvisación y lenguaje corporal. Tras ello, siguió apareciendo en otras obras desarrolladas en Dublín y Londres basadas en libros como El sueño de una noche de verano y Retrato del artista adolescente. En 2018, apareció en un comercial de salchichas para la marca Denny's y en 2020 protagonizó un cortometraje titulado Drifting, donde dio vida a Cian, un joven que lidia con el distanciamiento de su mejor amigo de la infancia.
En 2020, fue seleccionado para el papel de Connell Waldron, protagonista de la miniserie Normal People, adaptación del libro homónimo escrito por Sally Rooney. Su actuación recibió elogios de la crítica, con Lucy Mangan escribiendo para The Guardian que «Mescal transmite toda la inteligencia de Connell, los límites cambiantes de su madurez emocional, las dudas y, vitalmente, la calidez que lo hacen tan atractivo para Marianne, y el encanto que hace su vida tan fácil hasta que llegan al Trinity College. Se puede ver al buen hombre que Marianne dice que es, luchando por salir de la cobardía de la juventud». Fue reconocido como mejor actor en los BAFTA TV y los Irish Film & Television Awards, además de haber recibido una nominación a los Critics' Choice y particularmente a los premios Primetime Emmy de 2020 como Mejor Actor de Miniserie o Telefilme, categoría donde fue el primer actor irlandés en ser nominado desde Brendan Gleeson en 2009. También obtuvo nominaciones como actor revelación en los AACTA International Awards y los MTV Movie & TV Awards. Por otro lado, protagonizó los videolips de los temas «Scarlet» de The Rolling Stones y «Savior Complex» de Phoebe Bridgers, así como la miniserie The Deceived, donde interpretó a un bombero.

### 2021-presente: incursión en el cine

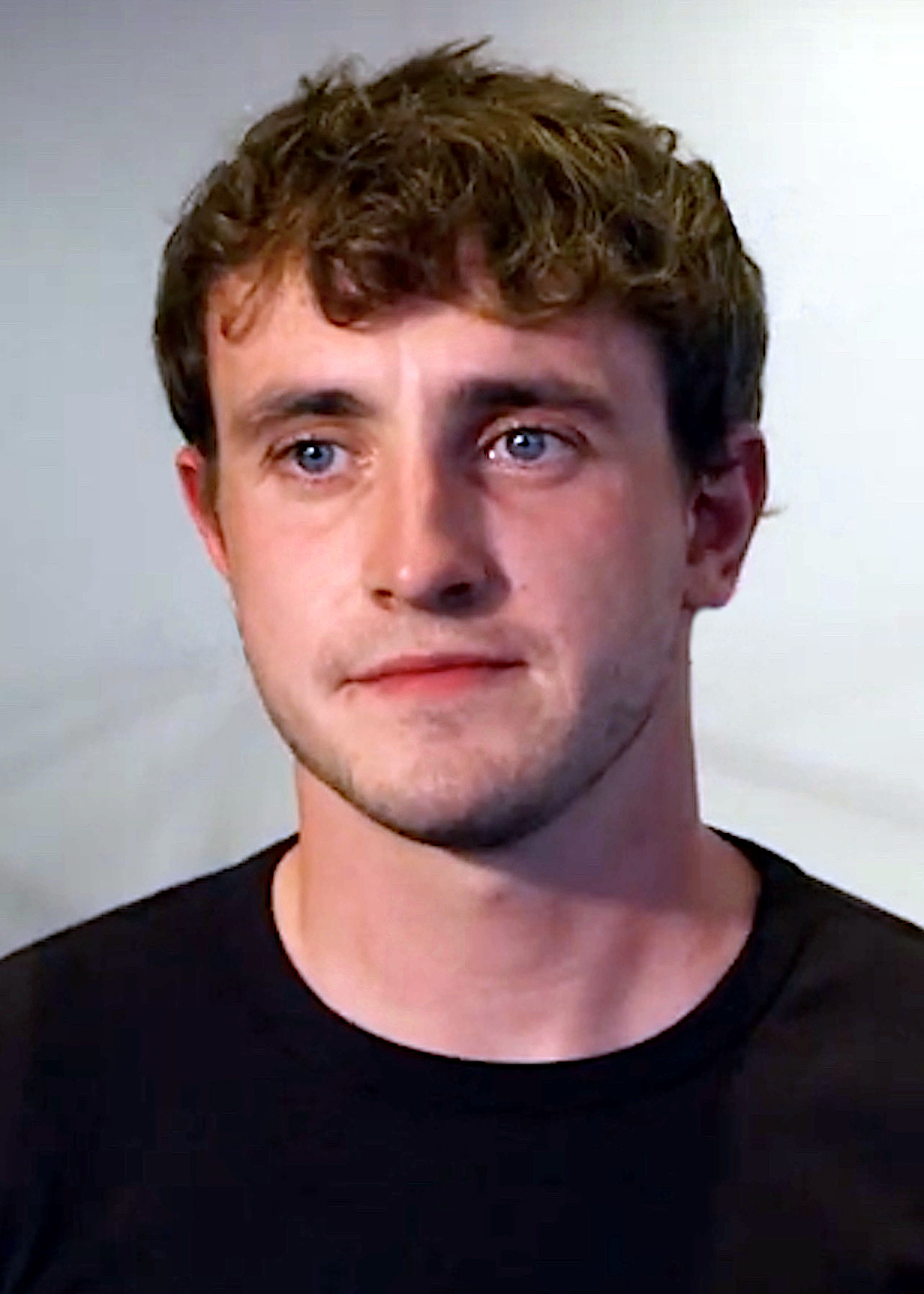
Mescal durante el estreno de The Lost Daughter (2021).

Después de su éxito en la televisión, Mescal debutó en el cine con un papel secundario en The Lost Daughter (2021), donde interpretó a Will, un barman. La película recibió la aclamación crítica y varios expertos destacaron que Mescal podría convertirse en un actor importante en los próximos años. A esta le siguió el drama psicológico God's Creatures (2022), que igualmente obtuvo comentarios positivos de la crítica especializada y donde personificó a un hombre acusado de violación sexual. Protagonizó el drama musical Carmen (2022), en donde además debutó como cantante al interpretar dos temas para la banda sonora titulados «Slip Away» y «Lullaby». Por otro lado, protagonizó Aftersun (2022) con el papel de Calum Paterson, un padre que intenta disfrutar sus vacaciones con su hija mientras batalla con su depresión y diversas adicciones. La película y su actuación recibieron aclamación por parte de la crítica; Sheila O'Malley escribió para RogerEbert.com que «Mescal ofrece una interpretación tan táctil y terrenal, basada en los detalles. Hay destellos fugaces de preocupación y autodesprecio, sus temores de no ser lo suficientemente bueno», mientras que Clarisse Loughrey del periódico The Independent expresó que «el Calum de Mescal tiene el mismo tipo de encanto destrozado de Connell en Normal People, pero hay momentos de repentino desapego que resultan especialmente desgarradores. Deja un profundo sentimiento de deseo y es una de las emociones más poderosas que encontrarás en cualquier cine este año». Por su actuación en Aftesun, Mescal fue condecorado con el premio al mejor actor de cine en los Irish Film & Television Awards, además de haber recibido una segunda nominación a los BAFTA Awards y los Critics' Choice. Asimismo, obtuvo una nominación como mejor actor en los premios Óscar, siendo uno de los actores más jóvenes de la historia en ser candidato a dicho premio, con 26 años.
Mescal dio vida al personaje de Stanley Kowalski en la obra A Streetcar Named Desire llevada a cabo en el Teatro Almeida en diciembre de 2022 en Londres (Reino Unido). La crítica describió su actuación como «explosiva y brutal», destacando que Mescal logra engañar a la audiencia de la crueldad de su personaje. Su trabajo en la obra le otorgó el Premio Laurence Olivier como mejor actor. Posteriormente, participó en All of Us Strangers (2023) con el papel de Harry, el vecino del protagonista interpretado por Andrew Scott. La crítica especializada alabó la película, especialmente por las actuaciones de Mescal y Scott, así como su química en pantalla. La articulista Anna Smith de la revista Rolling Stone lo describió como «encantador, enigmático, gracioso y atractivo», mientras que Justin Chang de Los Ángeles Times sostuvo que Mescal tiene «una presencia que encuentra el dolor profundo y vulnerable en un personaje cuya descarada arrogancia esconde una soledad y una alienación de su familia, tan profunda e innegable». Su actuación le otorgó un tercer galardón en los Irish Film & Television Awards, así como una tercera nominación a los BAFTA Awards. Por otro lado, protagonizó la cinta de ciencia ficción Foe (2023) junto con Saoirse Ronan.
El actor protagonizó la película Gladiator 2 (2024) con el papel de Lucius Verus, nieto de Marcus Aurelius, antiguo emperador de Roma, quien es esclavizado y forzado a luchar como gladiador. Para interpretar al personaje, debió someterse a una estricta dieta y rutina de ejercicios, aunque explicó que buscaba ganar masa corporal en lugar de tonificar, ya que no quería parecer «un modelo de portada de revista». También dará vida a William Shakespeare en Hamnet, cinta dirigida por Chloé Zhao y prevista para estrenar en 2025.
Además de Gladiator 2 (2024) y Hamnet (2025), Mescal se encuentra vinculado a varios proyectos destacados. Protagonizará The History of Sound, un drama ambientado durante la Primera Guerra Mundial, donde interpreta a Lionel junto a Josh O'Connor como David, dos jóvenes que recorren Estados Unidos grabando las voces de soldados antes de partir al frente. La cinta está dirigida por Oliver Hermanus y está basada en el cuento homónimo de Ben Shattuck.
También está previsto que encabece el reparto de Merrily We Roll Along, la adaptación cinematográfica del musical de Stephen Sondheim dirigida por Richard Linklater. El proyecto, que se filmará a lo largo de 20 años al estilo de Boyhood, contará con Beanie Feldstein y Ben Platt como coprotagonistas.
Asimismo, en 2025 será uno de los protagonistas de Bring Them Down, un thriller rural irlandés dirigido por Christopher Andrews y coproducido por Mubi, donde compartirá reparto con Barry Keoghan y Tom Burke.

## Vida personal
Mescal habla fluidamente inglés e irlandés, y desde 2020 vive en Londres (Reino Unido). Mantuvo una relación con la cantante Phoebe Bridgers desde 2020 hasta 2022. Ha comentado en varias entrevistas que le incomoda hablar sobre su vida privada y por ello se mantiene alejado de las redes sociales, razón que lo llevó a cerrar su cuenta de Instagram a mediados de 2021. También ha comentado abiertamente que frecuenta ir a terapia para mantener su salud mental. Mescal toca el piano y en ocasiones interpreta versiones de varios temas junto a su hermana Nell Mescal. De igual forma, cantó junto a Dermot Kennedy en un evento benéfico del Museo de Historia Natural de Londres en julio de 2020. También cantó los coros del tema «So Much Wine» de Bridgers, publicado en 2022.
En junio de 2020, realizó una subasta del collar que utilizó durante Normal People, en la que logró recoger 70 mil euros, que fueron donados a Pieta House, una fundación irlandesa sin fines de lucro que promueve el cuidado de la salud mental y la prevención del suicidio. En mayo de 2024, Mescal y Daisy Edgar-Jones organizaron un maratón de serie de Normal People a proyectarse en un teatro de Londres. El evento recaudó más de 50 mil euros, que igualmente fueron donados a Pieta House y Unicef.

## Filmografía
| Año  | Título                                | Papel               | Notas                       |
| ---- | ------------------------------------- | ------------------- | --------------------------- |
| 2017 | Happyish                              |                     | Cortometraje                |
| 2020 | Drifting                              | Cian                | Cortometraje                |
| 2021 | The Lost Daughter                     | Will                |                             |
| 2022 | Aftersun                              | Calum Paterson      |                             |
| 2022 | God's Creatures                       | Brian O'Hara        |                             |
| 2022 | Carmen                                | Aidan               |                             |
| 2023 | All of Us Strangers                   | Harry               |                             |
| 2023 | Foe                                   | Junior              |                             |
| 2024 | Who is Sabato De Sarno? A Gucci Story | Narrador            | Documental                  |
| 2024 | Gladiator 2                           | Lucius Verus        |                             |
| 2025 | The History of Sound                  | Lionel              | También productor ejecutivo |
| 2025 | Hamnet                                | William Shakespeare | Posproducción               |

| Año  | Título        | Papel           | Notas            |
| ---- | ------------- | --------------- | ---------------- |
| 2020 | Normal People | Connell Waldron | Elenco principal |
| 2020 | The Deceived  | Seán McKeogh    | Elenco principal |

| Año  | Título           | Artista            |
| ---- | ---------------- | ------------------ |
| 2020 | «Scarlet»        | The Rolling Stones |
| 2020 | «Savior Complex» | Phoebe Bridgers    |

## Premios y nominaciones
| Año  | Premiación                                | Categoría                                | Nominado por             | Resultado | Ref.          |
| ---- | ----------------------------------------- | ---------------------------------------- | ------------------------ | --------- | ------------- |
| 2020 | Dorian Awards                             | Mejor Actor de Televisión                | Normal People            | Nominado  | [ 67 ]        |
| 2020 | Gold Derby TV Awards                      | Actor Revelación                         | Normal People            | Ganador   | [ 68 ]        |
| 2020 | Gold Derby TV Awards                      | Mejor Actor de Serie Limitada o Película | Normal People            | Ganador   | [ 68 ]        |
| 2020 | Primetime Emmy Awards                     | Mejor Actor de Miniserie o Telefilme     | Normal People            | Nominado  | [ 69 ] [ 70 ] |
| 2021 | AACTA International Awards                | Mejor Actor en Serie                     | Normal People            | Nominado  | [ 21 ]        |
| 2021 | BAFTA TV Awards                           | Mejor Actor                              | Normal People            | Ganador   | [ 19 ]        |
| 2021 | Broadcasting Press Guild Awards           | Mejor Actor                              | Normal People            | Nominado  | [ 71 ]        |
| 2021 | Broadcasting Press Guild Awards           | Actor Revelación                         | Normal People            | Nominado  | [ 71 ]        |
| 2021 | Critics' Choice Awards                    | Mejor Actor en Película o Miniserie      | Normal People            | Nominado  | [ 20 ]        |
| 2021 | Irish Film & Television Awards            | Mejor Actor de Drama                     | Normal People            | Ganador   | [ 18 ]        |
| 2021 | MTV Movie & TV Awards                     | Actuación Revelación                     | Normal People            | Nominado  | [ 22 ]        |
| 2021 | Royal Television Society Programme Awards | Mejor Actor                              | Normal People            | Nominado  | [ 72 ]        |
| 2022 | British Independent Film Awards           | Mejor Actuación de Reparto               | God's Creatures          | Nominado  | [ 73 ]        |
| 2022 | British Independent Film Awards           | Mejor Actuación Protagonista             | Aftersun                 | Nominado  | [ 73 ]        |
| 2022 | European Film Awards                      | Mejor Actor Europeo                      | Aftersun                 | Nominado  | [ 74 ]        |
| 2023 | Premios BAFTA                             | Mejor actor                              | Aftersun                 | Nominado  | [ 34 ]        |
| 2023 | Critics' Choice Awards                    | Mejor Actor                              | Aftersun                 | Nominado  | [ 35 ]        |
| 2023 | Golden Globe Awards                       | Mejor Actor de Drama                     | Aftersun                 | Nominado  | [ 75 ]        |
| 2023 | Irish Film & Television Awards            | Mejor Actor Protagónico — Cine           | Aftersun                 | Ganador   | [ 33 ]        |
| 2023 | Irish Film & Television Awards            | Mejor Actor de Reparto — Cine            | God's Creatures          | Nominado  | [ 33 ]        |
| 2023 | Premios Óscar                             | Mejor Actor                              | Aftersun                 | Nominado  | [ 76 ]        |
| 2023 | Premios Independent Spirit                | Mejor Actuación Protagónica              | Aftersun                 | Nominado  | [ 77 ]        |
| 2023 | Premio Laurence Olivier                   | Mejor Actor                              | A Streetcar Named Desire | Ganador   | [ 78 ]        |
| 2023 | Premios del Cine Independiente Británico  | Mejor actuación de reparto               | All of Us Strangers      | Nominado  | [ 79 ]        |
| 2024 | BAFTA Awards                              | Mejor Actor de Reparto                   | All of Us Strangers      | Nominado  | [ 45 ]        |
| 2024 | Dorian Awards                             | Actuación de Reparto del Año             | All of Us Strangers      | Nominado  | [ 80 ]        |
| 2024 | Irish Film & Television Awards            | Mejor Actor de Reparto                   | All of Us Strangers      | Ganador   | [ 44 ]        |
| 2024 | Museo de la Academia de Artes             | Premio a la Vanguardia                   | All of Us Strangers      | Ganador   | [ 81 ]        |